# Poa hachadoensis var. pilosa
Poa hachadoensis var. pilosa là một phân loài cỏ trong họ hòa thảo, thuộc chi poa.